# Michelle Lee (duatleta)
Michelle Lee es una deportista británica que compitió en duatlón. Ganó una medalla de bronce en el Campeonato Mundial de Duatlón de 2006, y una medalla de plata en el Campeonato Mundial de Duatlón de Larga Distancia de 2007.

## Palmarés internacional
| Campeonato Mundial | Campeonato Mundial    | Campeonato Mundial | Campeonato Mundial |
| Año                | Lugar                 | Medalla            | Prueba             |
| ------------------ | --------------------- | ------------------ | ------------------ |
| 2006               | Corner Brook (Canadá) | Medalla de bronce  | Individual         |

| Campeonato Mundial | Campeonato Mundial        | Campeonato Mundial | Campeonato Mundial |
| Año                | Lugar                     | Medalla            | Prueba             |
| ------------------ | ------------------------- | ------------------ | ------------------ |
| 2007               | Richmond (Estados Unidos) | Medalla de plata   | Individual         |